# 1992年电影

1992年電影是1992電影大事紀。

## 全球票房最高的電影
1992年全球票房最高的電影如下：
| 排名 | 片名                     | 發行商                            | 全球票房     |
| ---- | ------------------------ | --------------------------------- | ------------ |
| 1    | 《阿拉丁》               | 華特迪士尼工作室電影              | $504,050,219 |
| 2    | 《保镖》                 | 华纳兄弟                          | $411,006,740 |
| 3    | 《小鬼当家2》            | 二十世纪福克斯                    | $358,994,850 |
| 4    | 《第六感追緝令》         | 索尼影視娛樂 / 卡罗科电影制片公司 | $352,927,224 |
| 5    | 《致命武器3》            | 华纳兄弟                          | $321,731,527 |
| 6    | 《蝙蝠侠归来》           | 华纳兄弟                          | $266,822,354 |
| 7    | 《義海雄風》             | 索尼影視                          | $243,240,178 |
| 8    | 《修女也疯狂》           | 迪士尼                            | $231,605,150 |
| 9    | 《吸血殭屍：驚情四百年》 | 索尼影視                          | $215,862,692 |
| 10   | 《反斗智多星》           | 派拉蒙影業                        | $183,097,323 |

## 第十五屆日本電影學院獎
- 最佳劇情片——《我的兒子》（松竹株式會社）
- 最佳導演——《岡本喜八》（大誘拐）
- 最佳劇本——《岡本喜八》（大誘拐）
- 最佳男主角——《三國連太郎》（釣魚笨蛋日記4／息子）
- 最佳女主角——《北林谷榮》（大誘拐）
- 最佳男配角——《永瀨正敏》（息子／居喪的工作）
- 最佳女配角——《和久井映見》（就職戰線無異狀／息子）
- 最佳音樂——《久石讓》（那個夏天，最安靜的海。／子鹿物語／息子／福澤諭吉）
- 最佳攝影——《齋藤孝雄、上田正治》（八月的狂想曲(狂想曲)）
- 最佳燈光——《佐野武治》（八月的狂想曲(狂想曲)）
- 最佳美術——《村木與四郎》（八月的狂想曲(狂想曲)）
- 最佳錄音——《紅谷愃一》（八月的狂想曲(狂想曲)）
- 最佳編輯——《鈴木晄、川島章正》（大誘拐）
- 最佳外語片——《與狼共舞》（凱文科斯納）

## 第二十九屆金馬獎
- 最佳劇情片——《無言的山丘》（中影公司）
- 最佳導演——王童《無言的山丘》
- 最佳男主角——成龍《警察故事Ⅲ超級警察》
- 最佳女主角——陳令智《浮世戀曲》
- 最佳男配角——顧寶明《暗戀桃花源》
- 最佳女配角——顧美華《浮世戀曲》